# シベリアジャコウジカ
シベリアジャコウジカ (Moschus moschiferus) は北東アジアの山林に生息するジャコウジカの一種。シベリアのタイガで一般的だが、モンゴル、内モンゴル、満州、朝鮮半島でも見られる。
体が小さいため、岩の多い地形においても小さな開口部を通って捕食者から身を隠すことができ、また、捕食者から逃れるため非常に速く走ることもできる。牙を持っているが、実際には草食動物であり、主な栄養源は地衣類である。
麝香腺目当ての密猟が深刻なため、個体数は減少し続けている。 個体数は今後3世代で少なくとも30%減少すると推測されている。しかし、各国の取り組みにより、個体数は回復し始めている。